# Kuçovë (stad)
Kuçovë ([kut͡ʃɔv(ə)]; bepaalde vorm: Kuçova) is een stad (Albanees: bashki) in Centraal-Albanië. De stad telt 31.000 inwoners (2011). Kuçovë is het centrum van de olie-industrie in Albanië, en er bevindt zich een militaire basis.
De plaats kwam tot ontwikkeling nadat er in 1927 in de omgeving een olie- en aardgasveld werd ontdekt. Tot 1941 werden deze door de Italiaanse firma AIPA geëxploiteerd. Onder Enver Hoxha en met steun van de Sovjet-Unie werd Kuçovë de hoofdplaats van de Albanese olie-industrie. De socialistische modelstad werd in 1950 omgedoopt tot Qytet Stalin ('Stalinstad'), een naam die pas in 1990 opnieuw werd veranderd. Bij de stad werd tussen 1950 en 1959 bovendien een militair vliegveld aangelegd, waar tot 2005 MiG-19's actief waren. Qytet Stalin was dan ook tot 1990 strikt verboden gebied voor buitenlanders.

## Bestuurlijke indeling
Administratieve componenten (njësitë administrative përbërëse) na de gemeentelijke herinrichting van 2015 (inwoners tijdens de census 2011 tussen haakjes):
Kozare (5622) • Kuçovë (12654) • Lumas (3981) • Perondi (9005).
De stad wordt verder ingedeeld in 32 plaatsen: Bardhaj, Belesovë, Demollarë, Drizë, Feras Kozare, Fier Mimar, Frashër, Gegë, Goraj, Havalehas, Katundas, Koritëz, Kozare, Krekëz, Kuçovë, Lumas, Luzaj, Magjatë, Mëndrak, Pashtraj, Pëllumbas, Perondi, Polovinë, Rreth Tapi, Salcë Kozare, Sheqës, Tapi, Velagosht, Vlashuk, Vodëz, Zdravë, Zelevizhdë.

## Sport
Voetbalclub KF Naftëtari Kuçovë promoveerde aan het eind van het seizoen 2011-2012 van de Kategoria e Dytë naar de Kategoria e Parë, Albaniës tweede nationale klasse. Het team werkt zijn thuiswedstrijden af in het Stadiumi Bashkim Sulejmani, dat plaats biedt aan 5000 toeschouwers.

## Geboren
- Ilir Bozhiqi (1965), voetballer en voetbalcoach
- Laureta Meci (1977), Albanees-Amerikaans filmactrice en model
- Greta Koçi (1991), zangeres